# هلوتشاك (كجيد)
هلوتشاك (بالفارسية: هلوچاک) هي قرية تقع في إيران في قسم كجيد الريفي. يقدر عدد سكانها بـ 25 نسمة .